# Husów
Husów is een plaats in het Poolse district  Łańcucki, woiwodschap Subkarpaten. De plaats maakt deel uit van de gemeente Markowa en telt 2000 inwoners.